# Cotiujeni
Cotiujeni è un comune della Moldavia situato nel distretto di Briceni di 3.406 abitanti al censimento del 2014.